# 愛撫 (清春の曲)
「愛撫」(あいぶ) は、日本のロック歌手、清春の14枚目のシングル。

## 概要
- 通常盤と初回限定盤の二種類が発売された。
- 初回限定版にはDVDが付属している。
- 「陽炎」は通常盤にのみ収録されている。
- 5枚目のアルバム『FOREVER LOVE』に収録されていた｢愛撫｣をシングルカットしたものであり、アレンジが異なっている。
- 2007年12月 - 2008年1月フジテレビ系列HEY!HEY!HEY! MUSIC CHAMPエンディングテーマ

## 収録曲

### 初回限定盤
| 全作詞・作曲: 清春、全編曲: 三代堅/清春。 |                     |      |            |      |
| #                                         | タイトル            | 作詞 | 作曲・編曲 | 時間 |
| 1.                                        | 「愛撫」            | 清春 | 清春       | 4:41 |
| 2.                                        | 「狂気のSTAR DUST」 | 清春 | 清春       | 3:38 |
| 合計時間:                                 | 合計時間:           | 8:19 |            |      |

| #  | タイトル            | 作詞 | 作曲・編曲 |
| -- | ------------------- | ---- | ---------- |
| 1. | 「愛撫 VIDEO CLIP」 |      |            |

### 通常盤
| 全作詞・作曲: 清春、全編曲: 三代堅/清春。 |                     |       |            |      |
| #                                         | タイトル            | 作詞  | 作曲・編曲 | 時間 |
| 1.                                        | 「愛撫」            | 清春  | 清春       | 4:41 |
| 2.                                        | 「狂気のSTAR DUST」 | 清春  | 清春       | 3:38 |
| 3.                                        | 「陽炎」            | 清春  | 清春       | 4:21 |
| 合計時間:                                 | 合計時間:           | 12:40 |            |      |